# Richard Burns

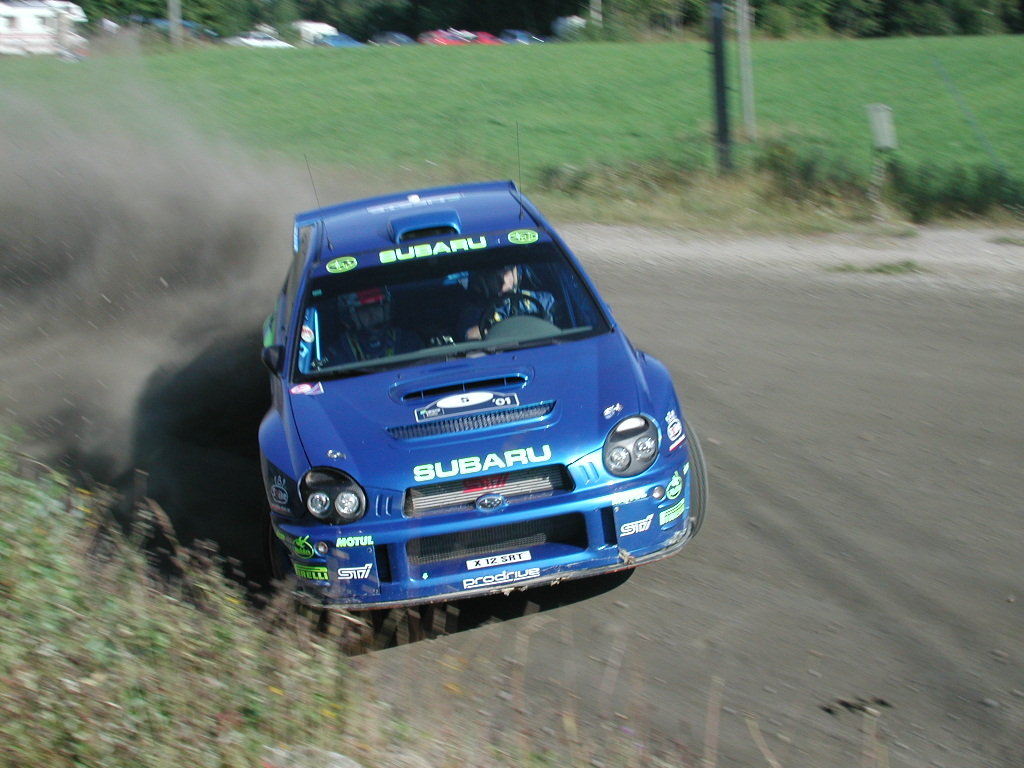
Richard Burns

Richard Burns, född 17 januari 1971 i Reading, England, Storbritannien, död 25 november 2005. Han var en av de bästa rallyförarna i världen och blev den yngsta vinnaren av det brittiska rallymästerskapet 1993. Han blev världsmästare 2001. 2003 fick han veta att han drabbats av en hjärntumör och slutade köra rally, men hoppades på en comeback. I början av 2005 opererades han och blev ett tag bättre. Han deltog i en parad i England. Han blev dock sämre efter ett tag och avled samma år, 34 år gammal.
År 2004 släpptes ett rallyspel för spelkonsoler och datorer uppkallat efter Burns, där Burns deltog i utvecklingsarbetet.

## Segrar
| Nr | Land           | År   |
| -- | -------------- | ---- |
| 1  | Kenya          | 1998 |
| 2  | Storbritannien | 1998 |
| 3  | Grekland       | 1999 |
| 4  | Australien     | 1999 |
| 5  | Storbritannien | 1999 |
| 6  | Kenya          | 2000 |
| 7  | Portugal       | 2000 |
| 8  | Argentina      | 2000 |
| 9  | Storbritannien | 2000 |
| 10 | Nya Zeeland    | 2001 |